# Луций Марций Филип (консул 56 пр.н.е.)
Вижте пояснителната страница за други личности с името Луций Марций Филип.
Луций Марций Филип е член на римска сенаторска фамилия.

## Произход и политическа кариера
Той е наследник на римския цар Анк Марций и син на консула и цензор Луций Марций Филип.
Претор е през 60 пр.н.е. и става пропретор на римската провинция Сирия през 59 пр.н.е. Същата година се жени за Атия Балба Цезония, племенница на Юлий Цезар. Филип е вдовец. От първия си брак има син Луций Марций Филип (консул 38 пр.н.е.) и дъщеря – Марция (по-късно става съпруга на Катон Младши). Атия също е вдовица. Нейният предишен съпруг, Гай Октавий, умира на връщане към Рим, оставяйки ѝ две деца: Октавия Младша и Гай Октавий (бъдещия римски император Октавиан Август). Филип се грижи за доведените си деца като за свои.
Луций Филип става консул през 56 пр.н.е. заедно с Гней Корнелий Лентул Марцелин. Въпреки че се сродява с Цезар, Филип не заема неговата страна по време на войните му с Помпей. Поради това, за една година на Филип не е дадена провинция, която да управлява. Усещайки заплахата в този отказ, Филип иска Цезар да му позволи да остане извън войната, но да остане в Италия, докато трае войната. Цезар му е признателен, че не се превръща в негов враг, макар че не му е и поддръжник. Филип става близък приятел на Цицерон, който също очаква края на войната.
Желанието на Филип да избягва конфликти е очевидно през цялото време на неговия живот. Когато неговия доведен син е обявен за наследник от Цезар, Филип се опитва да го разубеди да приеме наследството поради заплахата от страна на Антоний. Въпреки че е опозиция на Марк Антоний, Филип взема участие в делегацията, изпратена до него в Мутина, и връща неговите искания до Сената. Цицерон смъмря Филип за това.
Атия умира през август/септември 43 пр.н.е. и според Овидий, Филип по-късно се жени за една от сестрите ѝ. Той живее до дълбока старост и Август го награждава за неговата лоялност с военни трофеи от победи в чужди страни. С тази награда той възстановява храм.